# Artiglieria controcarri
L'artiglieria controcarri fu una branca dell'artiglieria destinata esclusivamente alla lotta contro i mezzi corazzati che ebbe il suo massimo sviluppo nel corso della seconda guerra mondiale, perdendo poi gradualmente importanza nel corso della guerra fredda. Questa componente di artiglieria nel tempo è stata completamente sostituita, prima dal cannone d'assalto, poi dal missile anticarro e da veicoli multiruolo come il carro armato da combattimento ed il cacciacarri, tanto che dopo la guerra di Corea non sono stati più progettati cannoni destinati principalmente a questa specialità.

## Origine
Non appena il carro armato fece la sua apparizione sui campi di battaglia (settembre 1916), gli stati maggiori cominciarono a cercare i mezzi per contrastarla. I primi carri armati erano lenti e avevano una sagoma prominente, quindi per fermarli non erano necessari cannoni destinati specificamente a questo uso, ma erano sufficienti le bocche da fuoco che erano già nelle prime linee. In particolare si rivelò utile per questo uso il cannone a tiro rapido francese da 75 mm che, pur non avendo una velocità iniziale elevatissima (529 m/s), riusciva a impegnare i carri grazie al suo calibro relativamente elevato e alla alta cadenza di tiro (12 colpi/min). Risultati meno brillanti, ma nel complesso soddisfacenti, furono raggiunti dai cannoni da trincea (in genere da 37 mm ma a bassa velocità iniziale) e da fucili controcarro (come il Tankgewehr M1918) di calibro elevato (ad esempio 13,2 mm) e con proiettili a elevata velocità. Anche le mitragliatrici pesanti (per esempio la Browing cal. 50) erano pensate come armi all'occorrenza controcarro. Questo perché la corazza dei primi carri armati era, in genere, leggera, verticale o con scarsa inclinazione e prodotta in acciaio dolce, studiata più per proteggere dalle armi leggere e dalle schegge che dall'artiglieria o da un colpo diretto.

## Lo sviluppo fra le due guerre mondiali

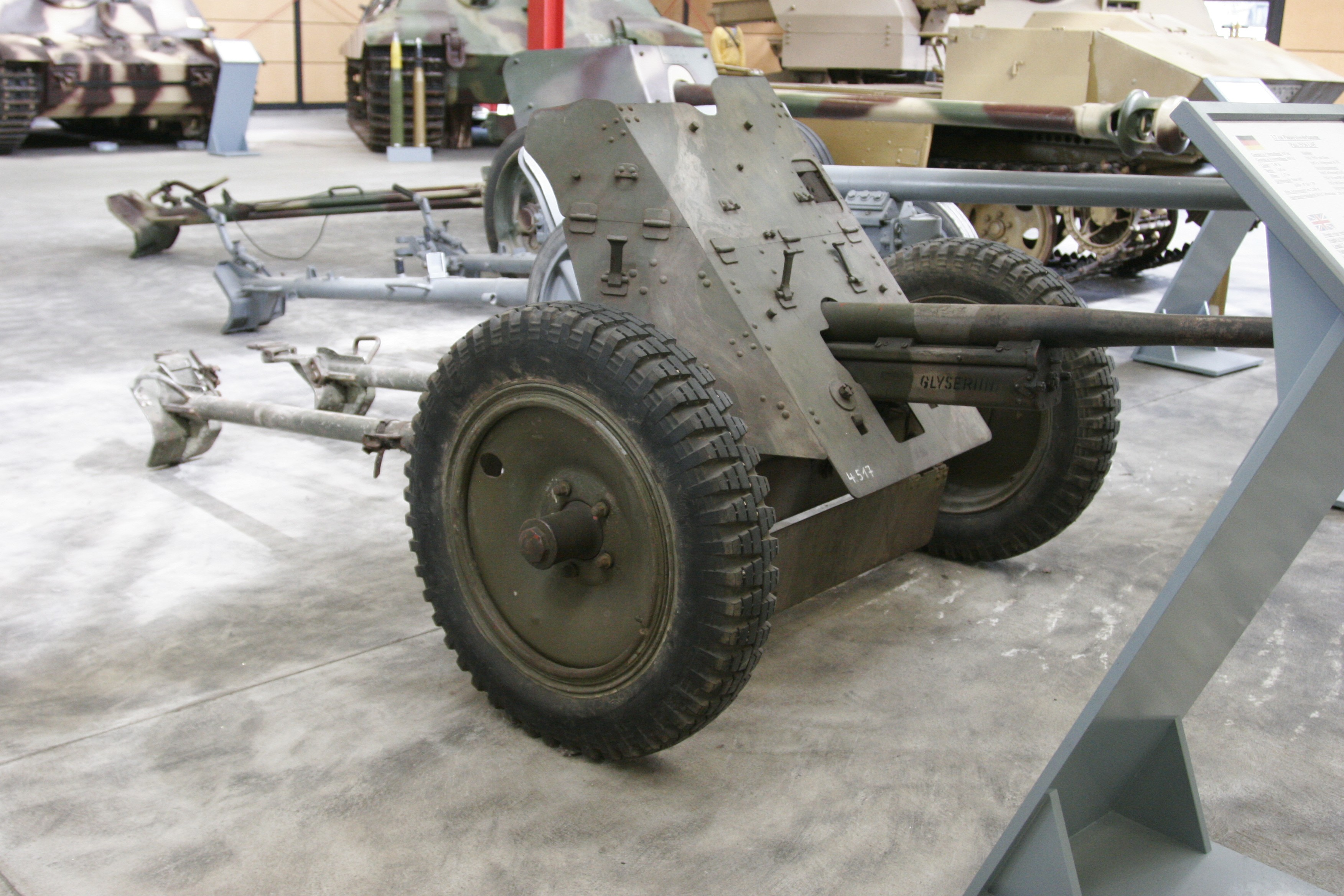
Cannone anticarro tedesco 3,7 cm PaK 36 (Deutsches Panzermuseum Munster)

Tuttavia si vide ben presto che era opportuno utilizzare armi che fossero progettate specificamente per tale uso, inoltre fu chiaro che queste armi non dovevano essere organiche all'artiglieria, ma che dovevano operare in stretta congiunzione con i reggimenti dell'arma base (fanteria o mezzi corazzati) per poter fornire la protezione nel momento in cui era effettivamente necessaria. Inoltre, per contrastare dei carri che erano in movimento sul campo di battaglia, non potevano essere usate artiglierie a tiro indiretto, ma artiglierie a tiro diretto, cioè cannoni.
I primi cannoni (che rimasero in servizio fino all'inizio della seconda guerra mondiale) avevano un calibro standardizzato sui 37 mm o sui 40 mm e un'elevata velocità iniziale. Anzi molti di questi (il primo tipo) erano molto simili ai cannoni da trincea del primo conflitto mondiale (ovvero assai maneggevoli, leggeri, con sagoma bassa e trasportabili velocemente da una piccola squadra di fanteria) con l'unica differenza di un'elevata velocità iniziale del proiettile, ottenuta allungando la canna. Altri invece (specie quelli del secondo tipo) erano ispirati ai cannoni anti-torpediniera e controaerei dalla marina. Il rappresentante tipo dei primi era il 3,7 cm PaK 36 (da Panzerabwehrkanone, cannone controcarri), prodotto dalla Rheinmetall, che con un peso di soli 440 kg poteva essere spostato anche a mano, ed aveva una velocità iniziale di 760 m/s. Il rappresentante dei 40 mm era il 2 libbre, prodotto dalla Vickers-Armstrongs, su affusto a crociera. Con un peso di 836 kg non poteva essere mosso (anche perché per essere spostato doveva essere riposizionato sulle ruote) ed aveva una velocità iniziale di 792 m/s. In Italia fu utilizzato un pezzo di calibro più elevato, il cannone 47/32 omologato nel 1935 e successivamente aggiornato nel 1939. Questo cannone fu progettato dalla ditta austriaca Böhler AG e successivamente prodotto in Italia su licenza. Il peso del pezzo era di soli 277 kg (in batteria) ed il proiettile aveva una velocità iniziale di tutto rispetto (630 m/s), considerando anche il calibro relativamente elevato del proiettile.
Nel frattempo si sviluppavano gli studi su un principio che, negli anni seguenti e fino ad oggi, avrebbe profondamente modificato la lotta contro la corazza, cioè la carica cava, che fornendo una penetrazione per i colpi indipendente dall'energia cinetica del proiettile, quindi meno legata al calibro, permetteva una lotta al carro armato anche con armi di peso e con lunghezza della canna minori. I proiettili a carica cava funzionavano però meglio se il proiettile era piuttosto grande.

## L'artiglieria controcarri nella seconda guerra mondiale
Fin dai primi scontri della seconda guerra mondiale fu chiaro che le artiglierie controcarri disponibili, pur potendo operare contro i carri leggeri, non avevano nessuna possibilità di perforare le corazze dei carri medi o pesanti (carri di fanteria inglesi e Panzer III e Panzer IV tedeschi). Quindi si svilupparono subito nuovi cannoni destinati alla lotta contro i mezzi corazzati, mentre i tedeschi usavano il loro 8,8 cm FlaK come pezzo controcarro per contrastare i carri armati britannici. Parallelamente alle bocche da fuoco si sviluppavano, particolarmente da parte dei tedeschi, dei semoventi destinati specificamente all'uso controcarri (Jagdpanzer e Panzerjäger).

### I mezzi semoventi
Da quanto detto per i cannoni trainati è chiaro che, nel corso della guerra, i calibri delle armi controcarri aumentarono notevolmente, e con i calibri aumentarono sia i pesi sia le dimensioni, quindi negli ultimi anni di guerra fu evidente la necessità di montare le artiglierie controcarri non più su affusti trainati, ma su affusti semoventi. Dato l'impiego di questi mezzi, che dovevano operare direttamente sulla linea del fronte, fu prevista una robusta corazzatura tale da poter sostenere certamente il fuoco di armi leggere, ma spesso confrontabile con quella dei carri che dovevano contrastare.

### I cannoni trainati
La principale difesa delle artiglierie controcarri era nella loro capacità di occultamento, cioè nella capacità di non essere visibili ai carri armati nemici fino alla distanza a cui possono impegnare il bersaglio con buone probabilità di danneggiarlo. Per questo motivo la soluzione di utilizzare i cannoni antiaerei come armi anticarro non ebbe successo a parte il già citato 8,8 cm FlaK.

### Italia

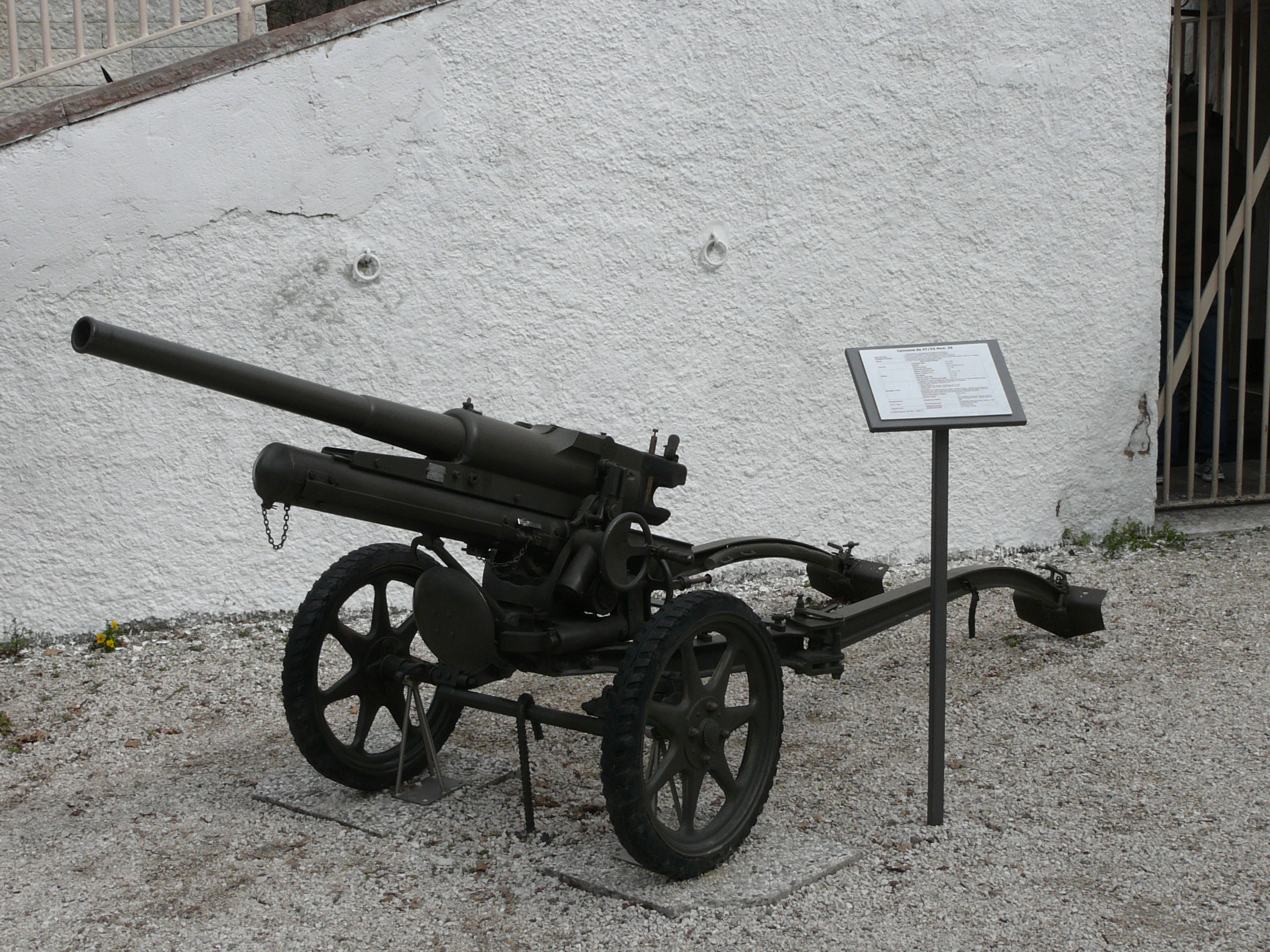
Un 47/32 Mod. 1935

Le artiglierie con compiti anticarro si svilupparono già durante la guerra civile spagnola, con l'impiego, considerato altamente remunerativo da parte dei tedeschi del pezzo antiaereo da 88mm in funzione di appoggio anticarro alla fanteria; successivamente, durante le prime fasi della seconda guerra mondiale tale uso fu sancito definitivamente dalla dottrina tedesca, dopo l'impiego da parte di Rommel nel 1940 in Francia, che utilizzò questi pezzi in questo e in altri scontri decisivi, successivamente, in ogni teatro d'operazioni, supportato dalla produzione di munizioni specifiche. Anche i semoventi, che altro non erano che pezzi d'artiglieria a canna corta, montati sopra veicoli cingolati, detti Sturmgeschütz III erano stati sviluppati dai tedeschi, nello stesso periodo, come mezzi di supporto alle fanterie.
A seguito di queste evoluzioni, i progettisti italiani seguirono entrambe le strade, con ottimi risultati complessivi ma con produzioni limitate dalla capacità industriale italiana e dalla scarsezza di materiali strategici (acciai speciali e tecniche di lavorazione avanzate) del periodo bellico.
Il primo semovente con capacità cacciacarri prodotto in Italia fu l'L40: basato sullo scafo del carro leggero L6/40, era privo di torretta e presentava un cannone controcarro da 47/32. Infatti, benché i primi semoventi tedeschi fossero stati ideati come artiglieria semovente, l'idea del semovente controcarro fu particolarmente seguita in Italia inizialmente con il 75/18, nato per appoggio alla fanteria (analogamente allo Sturmgeschütz) ma prontamente utilizzato dagli artiglieri-carristi come cacciacarri (dato che gli M13/40 e gli M14/41 avevano una potenza di fuoco decisamente limitata, specie a partire dalla metà del 1942). Durante il conflitto vennero ideate e sviluppate nuove munizioni a carica cava denominate EP ed EPS, che sfruttavano le basse velocità iniziali del pezzo e lo resero, con la speciale preparazione degli artiglieri, un veicolo letale a determinate condizioni, stante le limitate capacità complessive del veicolo e della protezione passiva.
La famiglia dei cacciacarri proseguì con il Ansaldo M43 da 75/46, che montava l'ottimo pezzo antiaereo da 75mm/46 calibri e successivamente con il semovente d'artiglieria M.41 da 90/53.
Si ritornò al semovente d'artiglieria puro con il Ansaldo 105/25 M.43 e infine con il più moderno 149/40 (semovente) ma ancora in via di sperimentazione alla fine del conflitto.
Tra i cannoni trainati (a mano) fu utilizzato il pezzo da 47/32 Mod. 1935 per il quale furono sviluppate durante il conflitto sempre nuove tipologie di munizionamento, fino ad arrivare ai modelli di munizioni a carica cava, per cercare di renderlo efficace anche contro veicoli con protezioni importanti, per le quali non era stato originariamente progettato;  mentre fu adattato il 65/17 Mod. 1908/1913, nato come pezzo da montagna, soprattutto in Nord Africa ed in Russia, il 100/17 ed il 105/28 per i quali, stante l'assenza di un vero pezzo controcarro avanzato, in linea con i Reparti, si cercò di ovviare producendo ad hoc, munizionamento a carica cava e perforante.
Il teatro russo vide l'impiego dei più moderni ed avanzati pezzi antiaerei come il 75/46 C.A. Mod. 1934 e l'ottimo 90/53 Mod. 1939, entrambi in ruolo misto antiaereo/anticarro, oltre ai pezzi d'artiglieria campale a traino meccanico 75/18 Mod. 1934/1935, 75/32 Mod. 1937, 75/34 Mod. S.F.

### Germania

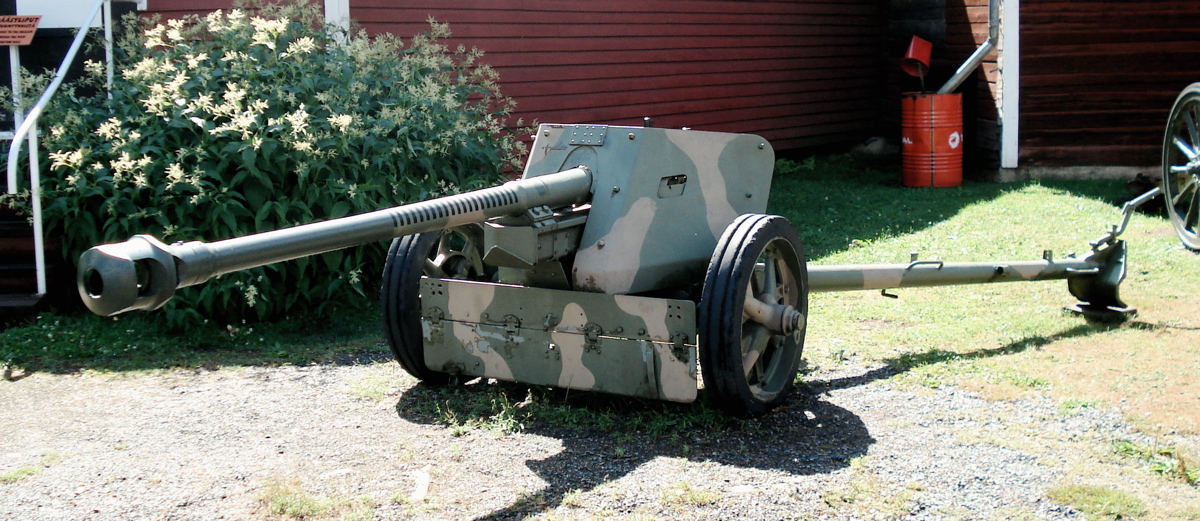
Un cannone 7,5 cm PaK 40

I tedeschi nel corso della guerra svilupparono due cannoni anticarro di ottima qualità, il 5 cm PaK 38 e il 7,5 cm PaK 40, entrambi largamente usati in tutti i teatri di guerra. Il primo a 1000 m era in grado di perforare 61 mm di corazza verticale, mentre il secondo alla stessa distanza poteva perforare 121 mm di corazza verticale. Minore fortuna ebbe l'evoluzione dell'88 come cannone anticarro (8,8 cm PaK), dato che, nell'uso come pezzo trainato, il suo peso di 5 t in ordine di marcia lo rendeva estremamente poco mobile, ebbe invece successo come Jagdpanzer (Nashorn, Elefant e Jagdpanzer V Jagdpanther).
Una categoria di pezzi anticarro sviluppata unicamente dai progettisti tedeschi furono i cannoni decalibrati. Partendo dalla constatazione banale che, diminuendo la sezione del proiettile, si otteneva la stessa pressione sul fondo durante l'espansione dei gas nella canna, furono realizzate canne coniche e proiettili costruiti con due flange che si schiacciavano sull'anima del proiettile, riducendone quindi la sezione. In questo modo i progettisti tedeschi riuscirono ad ottenere velocità iniziali di 1400 m/s su armi di calibro limitato. Furono in produzione solo due pezzi di questo tipo (dati i costi notevoli per le lavorazioni meccaniche sia sulla canna sia sul proiettile, che utilizzava il tungsteno), uno di calibro 2.8/2 cm (2,8 cm sPzB 41) ed uno di calibro 4/2.9 cm (4,2 cm lePaK 41), entrambi costruiti in un numero molto limitato. Un terzo tipo progettato fu il 7,5 cm Pak 41.
Per quanto riguarda i lanciarazzi i tedeschi svilupparono due modelli diversi fra loro, entrambi utilizzabili da un singolo fante. Il primo era un lanciarazzi a perdere, il Panzerfaust, in cui il razzo era inserito su una canna metallica e, una volta lanciato, il complesso poteva essere abbandonato, invece il secondo Panzerschreck era chiaramente ispirato al bazooka statunitense.
Oltre ai cannoni di produzione propria i tedeschi utilizzarono un gran numero di cannoni ottenuti come preda bellica, in particolare il cannone sovietico 76,2 mm M1936 (7,62 cm FK 296(r) nella denominazione tedesca) e il cannone cecoslovacco 4,7 cm KPÚV vz. 36 (4,7 cm PaK 36(t) nella denominazione tedesca). Entrambe queste bocche da fuoco furono utilizzate principalmente come cacciacarri, il 76,2 mm nei Marder II e Marder III e il 47 mm nel Panzerjäger I.

### Gran Bretagna
In Gran Bretagna, constatate le limitazioni del 2 libbre fu sviluppato un pezzo di 57 mm di calibro, il 6 pdr QF (6 libbre a tiro rapido), pesante 1112 kg in ordine di marcia e con velocità iniziale di 900 m/s e capace di perforare 69 mm di corazza a 915 m (1000 iarde). Questo pezzo, entrato in servizio nel 1942, si dimostrò molto valido, ed addirittura fu accreditato della distruzione di carri Panzer VI Tiger I nella campagna di Tunisia. Dopo il 6 libbre fu ulteriormente aumentato il calibro producendo un pezzo da 76.2 mm (3 in), il 17 pdr QF, che si dimostrò estremamente poco maneggevole, considerando il peso di 2923 kg in ordine di combattimento, tuttavia aveva una grande potenza, con i suoi 950 m/s di velocità iniziale e la capacità di perforare 130 mm di corazza a 915 m. Un pezzo ancora maggiore (il 32 lb, 94 mm di calibro) non diede risultati soddisfacenti e non superò lo stadio di prototipo. Un pezzo avente compiti diversi, ma che dimostrò la sua validità anche in funzione controcarri, fu il cannone-obice QF 25 lb (25 libbre, 87.6 mm di calibro), che diede risultati più che validi (penetrazione di 54 mm a 1000 m), nonostante fosse stato necessario produrre un munizionamento particolare, con una carica di lancio potenziata.
L'unica arma individuale controcarri prodotta in Gran Bretagna fu il PIAT (Projector Infantry Antitank), che utilizzava l'energia elastica di una molla a spirale per attivare la carica di lancio del proiettile. La carica di lancio, agendo sulla barra che l'attivava, ricaricava a sua volta il mollone. Dato che, per armare il mollone, era necessario diverso tempo e l'impegno di due uomini, un colpo a vuoto (cioè se si scaricava il mollone senza che la carica di lancio esplodesse) rendeva l'arma inutilizzabile, essendo impensabile ricaricarla in presenza del nemico.

### Stati Uniti
Gli Stati Uniti produssero poche armi destinate esclusivamente all'uso controcarri. In particolare produssero il 37 mm Gun M3 e il 57 mm Gun M3. Il primo aveva la stessa bocca da fuoco del tedesco 3,7 cm PaK 35, montata su un affusto diverso, mentre il secondo era semplicemente il 6 pdr britannico costruito su licenza, con l'unica modifica dell'eliminazione del parafiamma alla volata. L'unico pezzo di costruzione originale fu il 3 inch Gun M5 (di calibro 76,2 mm), costruito sulla bocca da fuoco di un precedente pezzo contraereo su un affusto a code divaricabili. Con un peso di 2632 kg in ordine di marcia poteva essere spostato solo con difficoltà, ma con una velocità iniziale di circa 800 m/s riusciva a perforare una corazza da 84 mm a 1830 m (2000 iarde).
Invece nel campo delle armi controcarro da fanteria fu prodotto il bazooka, che, con un costo estremamente basso, fu prodotto in quasi 500.000 esemplari nel corso della guerra. Il bazooka praticamente rimase l'arma controcarri da fanteria più diffusa fino all'avvento del missili controcarro.

### Unione Sovietica
Il pezzo più utilizzato in funzione controcarri dai sovietici fu il cannone-obice M36 76,2 mm, molto apprezzato anche dai tedeschi, che utilizzarono una grande quantità di pezzi catturati come 7,62 cm Pak 36(r). Nel corso della guerra furono prodotte versioni rimodernate di questo cannone. Oltre a rimodernare questo pezzo furono prodotti pezzi da 85 mm e da 100 mm, utilizzati principalmente su scafo semovente. Il cannone da 85 mm (derivato dall'efficace 85 mm 52-K contraereo) venne anche installato sulla torretta del carro T-34/85, che è stato, insieme al più pesante e costoso Panzer V Panther, uno dei migliori corazzati della guerra. Con gli ultimi modelli di proiettili introdotti nel 1944 era capace di perforare corazze da 96 mm inclinati di 30° dalla verticale alla distanza di 2000 m, valore assolutamente soddisfacente per affrontare carri contemporanei ben più corazzati del piccolo carro russo. Il pezzo da 100 mm M1944 non trovò impiego su nessun carro armato, restando un'arma principalmente trainata o veicolata in cacciacarri sprovvisti di torretta rotante (il temuto SU-100), con ottimi risultati: con i proiettili AP era capace di colpire e distruggere un Tiger a ben 1700 m di distanza, mentre con l'ausilio della carica cava gli operatori poterono raddoppiare questo livello, e il proiettile riusciva a perforare 180 mm di corazza inclinati a 30° dall'orizzontale dai 1500 m in poi, mentre a distanze minori la penetrazione è indicata di 265 mm di acciaio omogeneo non inclinato. Infatti, a causa della spoletta rudimentale, il tiro a distanze troppo brevi su corazze ben inclinate poteva non attivare la carica HEAT, facendo slittare via il proiettile. Gli artiglieri impararono a sopperire al problema puntando le zone dove la corazza era meno inclinata, come la torretta, che a distanze inferiori di 1200 m risultavano semplici da colpire, vista l'ottima precisione del pezzo. Nel corso della seconda guerra mondiale, inoltre, l'Unione Sovietica addestrò dei cani anticarro per contrastare i Panzer tedeschi.

## Il declino della specialità

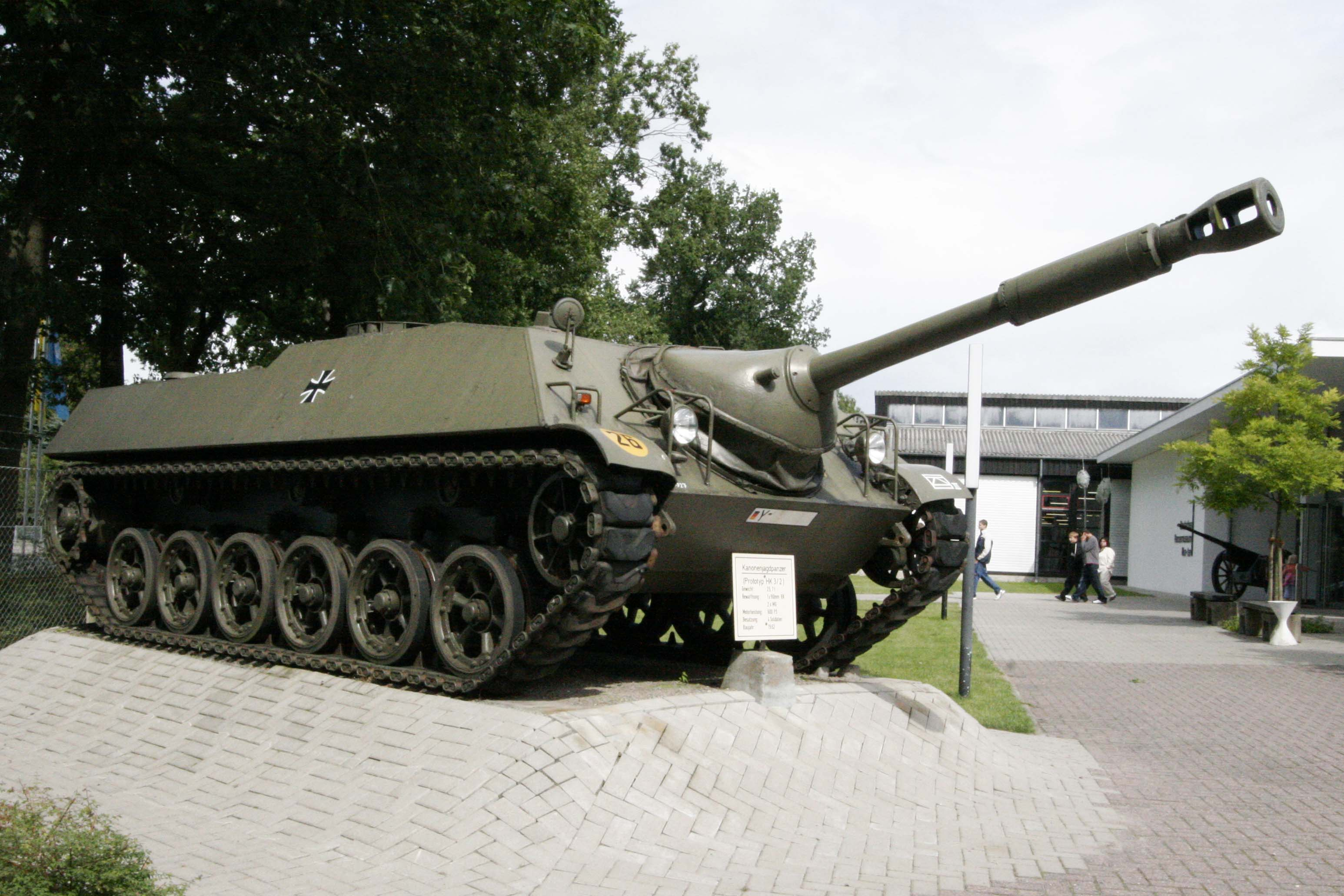
JPZ 4-5 (Deutsches Panzermuseum Munster)

Dopo la seconda guerra mondiale apparve chiaro che la soluzione di usare artiglierie di grosso calibro per fermare i carri armati non era più quella ottimale, dato che, negli ultimi anni di guerra, il bazooka e il Panzerfaust si erano dimostrati letali per i carri, tutto questo con un costo ed un ingombro che non erano neppure paragonabili con quelli di un cannone dello stesso calibro. D'altra parte il cacciacarri era stato reso obsoleto dal carro armato da combattimento che aveva tra le sue caratteristiche operative specifiche la capacità di contrastare mezzi similari. Comunque alcuni cacciacarri furono costruiti fino agli anni '80, due per l'Armata Rossa ed uno per la Bundeswehr (l'esercito della Germania Ovest).
Nella Repubblica Federale Tedesca, appena ricostituite le forze armate dopo la guerra, si iniziò lo studio di un nuovo veicolo per contrasto ai carri armati, questo veicolo fu denominato JPZ 4-5, armato con un cannone da 90 mm derivato dall'armamento principale dei carri M47 Patton ed M48 Patton (poteva usare il munizionamento di quei carri) fu costruito in 750 esemplari fra il 1965 e il 1967. La linea di produzione fu riaperta in Belgio pochi anni dopo per la costruzione su licenza di altri 80 esemplari. Altri 370 scafi furono utilizzati per la costruzione del cacciacarri Jaguar 1, armato di missili HOT.
In Unione Sovietica sono stati costruiti due cacciacarri, uno verso la fine degli anni '50 e presentato solo nel 1962, l'ASU 85, aviotrasportabile, derivato dal carro PT-76, armato con un cannone da 85 mm. Nonostante il suo peso limitato, non conservava le caratteristiche anfibie del PT-76, quindi poteva guadare corsi d'acqua non più profondi di 1 m. Precedente è l'ASU 57, presentato nel 1957, anche questo aviotrasportabile, con lo scafo in alluminio, armato con un cannone da 57 mm ad alta velocità alla bocca. Cannoni anticarro trainati sono ancora presenti negli organici delle divisioni russe, perlopiù in calibro 100 mm, in via di sostituzione con un 125 mm.
La fine definitiva dell'artiglieria controcarri si ebbe con la guerra del Kippur, in cui l'impiego di missili controcarro da posizioni coperte inflisse severe perdite ai carri della IDF (Israel Defense Forces), che, in quel momento, era una delle forze carriste più addestrate del pianeta.
A oggi la difesa dal carro armato non si basa più sui cannoni, ma sul missile anticarro sia come arma "individuale", sia come arma su veicoli con blindatura leggera. L'impegno dei carri con cannoni avviene solo da parte dei MBT, mentre la funzione tattica del cacciacarri, cioè la difesa ravvicinata della fanteria dai veicoli corazzati nemici, è assegnata agli elicotteri corazzati ed armati con razzi o missili controcarri.